# Станкеевка
Станкеевка — деревня в Кормиловском районе Омской области России. Входит в состав Черниговского сельского поселения.
Основано в 1896 году

## География
Село расположено в лесостепи в пределах Барабинской низменности, относящейся к Западно-Сибирской равнине. Распространены лугово-чернозёмные солонцеватые и солончаковые почвы.

### Климат
Климат умеренный континентальный (согласно классификации климатов Кёппена-Гейгера — тип Dfb). Среднегодовая температура положительная и составляет + 0,9° С, средняя температура самого холодного месяца января − 18,2 °C, самого жаркого месяца июля + 19,4° С. Многолетняя норма осадков — 394 мм, наибольшее количество осадков выпадает в июле — 64 мм, наименьшее в феврале-марте —по 14 мм.

## История
Основана в 1896 г..
В 1928 г. в составе Латышского сельсовета Корниловского района Омского округа Сибирского края.

## Население
| 2010 |
| ---- |
| 244  |

### Гендерный состав
По данным Всероссийской переписи населения 2010 года в гендерной структуре населения из 244 человек мужчин — 130, женщин — 114 (53,3 и 46,7 % соответственно).

### Национальный состав
В 1928 г. основное население — украинцы.
Согласно результатам переписи 2002 года, в национальной структуре населения русские составляли 85 % от общей численности населения в 222 чел..

## Инфраструктура
Личное подсобное хозяйство с зоной сельскохозяйственного использования, индивидуальная застройка усадебного типа. В 1928 г. выселок Станкеевка состоял из 60 хозяйств.
Основа экономики — сельское хозяйство.

## Транспорт
Автобусное сообщение с райцентром. Остановка общественного транспорта «Станкеевка».